# 나비 성단
나비 성단(NGC 6405 혹은, 메시에 6, M6)는 전갈자리에 있는 산개 성단이다. 1654년 이전에 Giovanni Battista Hodierna가 처음 기록하였으며, 1764년 샤를 메시에가 메시에 천체 목록에 추가하였다.
나비 성단은 전갈자리의 꼬리부분에 위치해 있으며, 지구에서 약 1,600 광년 떨어져 있다. 겉보기 등급은 4.2등급으로 맨눈으로 희미하게 관측이 가능하다. 크기는 약 12 광년 정도로, 시직경은 25분이다.

## 같이 보기
- 메시에 천체